# Super ego
Pour plus de détails, voir Fiche technique et Distribution.
Super ego (Über-Ich und Du) est un film allemand réalisé par Benjamin Heisenberg, sorti en 2014.

## Fiche technique
- Titre original : Über-Ich und Du
- Titre français : Super ego
- Réalisation : Benjamin Heisenberg
- Scénario : Benjamin Heisenberg et Josef Lechner
- Musique : Lorenz Dangel
- Pays de production : Allemagne
- Genre : comédie dramatique
- Date de sortie : 2014

## Distribution
- Georg Friedrich : Nick Gutlicht
- André Wilms : Curt Ledig
- Bettina Stucky : Rosa
- Susanne Wolff : Norah / Telefonstimme
- Nicolas Wackerbarth : Interviewer
- Saskia Walker : Interviewerin
- Gonny Gaakeer : Masseurin Britt
- Philippe Graber : Franz
- Eisi Gulp : Zahnarzt
- Hildegard Schroedter : Zahnarzthelferin
- Hakan Orbeyi : Bernhard
- Elisabeth Orth : Frau Tischmann
- Maria Hofstätter : Mutter
- Margarita Broich : Fanny
- Markus Schleinzer : Jasper
- John Keogh : David
- Paul Herwig : Telefonstimme (voix)
- Maryam Zaree : Jeanne (non créditée)